# Dmytro Parf'onov
Dmytro Volodymyrovyč Parf'onov (in ucraino Дмитро Володимирович Парфьонов?; Odessa, 11 settembre 1974) è un allenatore di calcio ed ex calciatore ucraino, di ruolo difensore.

## Palmarès

### Giocatore

#### Competizioni nazionali
- Campionato russo: 4

Spartak Mosca: 1998, 1999, 2000, 2001
- Coppa d'Ucraina: 2

Čornomorec': 1992, 1993-1994
- Coppa di Russia: 2

Spartak Mosca: 1997-1998, 2002-2003

#### Competizioni internazionali
- Coppa dei Campioni della CSI: 3

Spartak Mosca: 1999, 2000, 2001

### Allenatore

#### Competizioni nazionali
- Coppa di Russia: 1

Tosno: 2017-2018
- Coppa del Kazakistan: 1

Aqtobe: 2024